# Brensbach
Brensbach település Németországban, Hessen tartományban. Lakosainak száma 5043 fő (2023. december 31.). Brensbach Groß-Bieberau, Reinheim, Otzberg, Höchst i. Odw., Bad König, Brombachtal, Reichelsheim (Odenwald) és Fränkisch-Crumbach községekkel határos.

## Népesség
A település népességének változása:
| Lakosok száma | 5012 | 5028 | 4993 | 5013 | 5043 |
|               | 2017 | 2019 | 2021 | 2022 | 2023 |